# 235201 Lorántffy
235201 Lorántffy è un asteroide della fascia principale. Scoperto nel 2003, presenta un'orbita caratterizzata da un semiasse maggiore pari a 3,1107902 UA e da un'eccentricità di 0,3124907, inclinata di 28,18002° rispetto all'eclittica.